# Mambaí
Mambaí är en kommun i Brasilien.   Den ligger i delstaten Goiás, i den sydöstra delen av landet, 250 km nordost om huvudstaden Brasília. Antalet invånare är 6 885.
Omgivningarna runt Mambaí är huvudsakligen savann. Runt Mambaí är det mycket glesbefolkat, med 6 invånare per kvadratkilometer.